# Żółcień amerykański
Żółcień amerykański (Xanthorhiza simplicissima Marshall) – gatunek z rodziny jaskrowatych (Ranunculaceae), z monotypowego rodzaju żółcień Xanthorhiza (Marshall, Arbust. Amer. 167. 1785). Występuje we wschodniej części Ameryki Północnej, a obszarze od stanu Nowy Jork, po Kentucky i Florydę, gdzie rośnie w lasach.
Korzenie tej rośliny wykorzystywano do pozyskania żółtego barwnika. Jako jeden z nielicznych przedstawicieli jaskrowatych o drewniejącym pędzie bywa uprawiany w ogrodach botanicznych jako ciekawostka. Za walor ozdobny uważane są też jego podzielone liście. W Polsce uprawiany w kolekcjach – rośnie dobrze w Arboretum w Glinnej (od 1973) i w Arboretum w Rogowie (od 1956).

## Morfologia

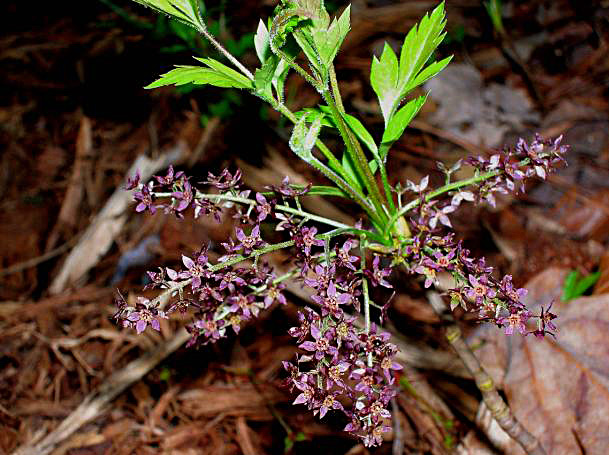
Kwiatostany

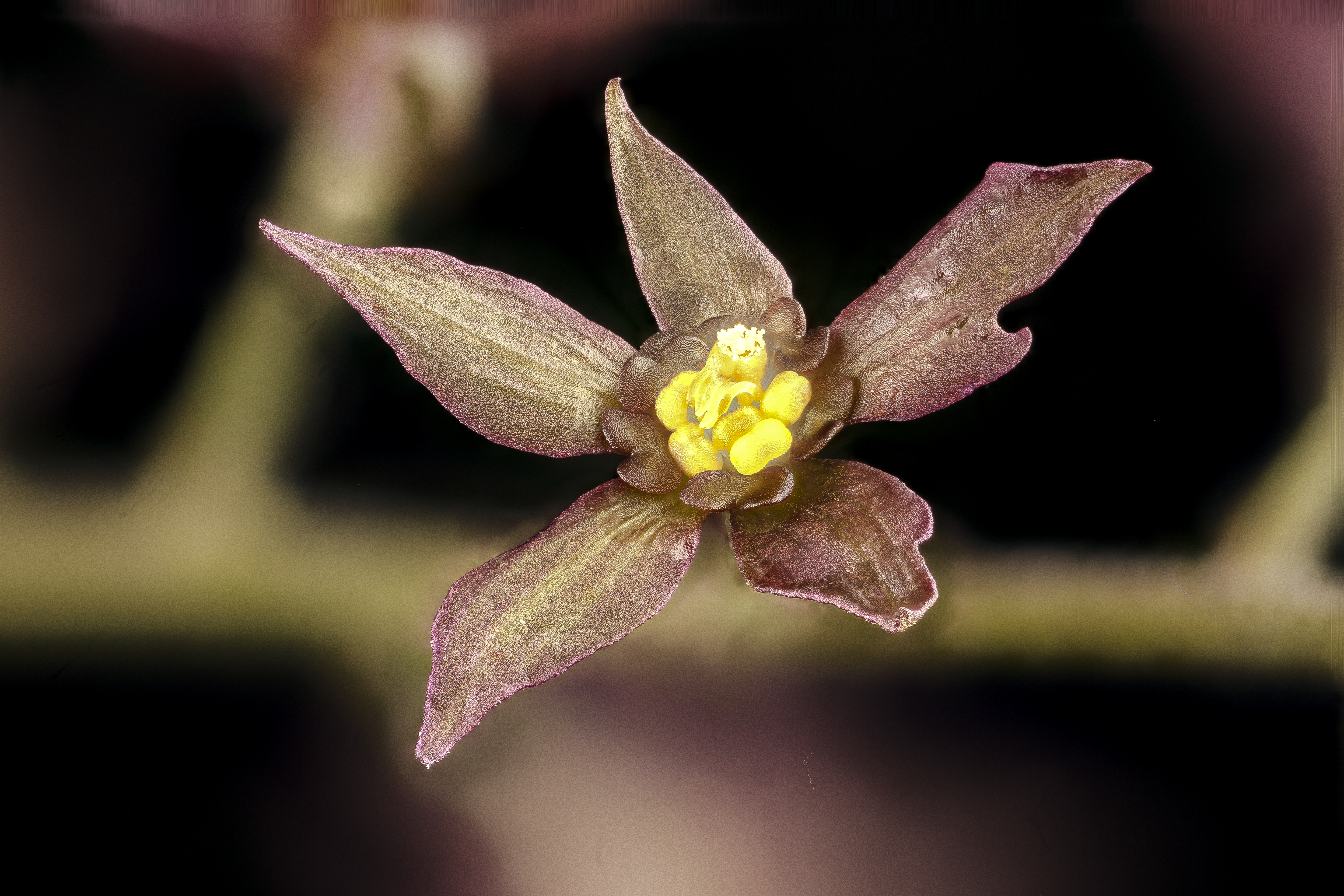
Kwiat

PokrójKrzew, o pędach wyrastających z długich, cienkich, żółtych kłączy. Osiąga do 80 cm wysokości. Ze względu na tworzenie licznych odrostów może tworzyć rozległe zarośla.
LiścieŁodygowe, zwykle skupiające się w szczytowej części pędów, ogonkowe, skrętoległe. Blaszka liściowa 1–2-krotnie pierzasto złożona. Listki od lancetowatych do szerokojajowatych i rombowatych, na brzegach ostro, nieregularnie wcinane i piłkowane.
KwiatyDrobne, zebrane w wielokwiatowych, wiechowatych kwiatostanach o długości 5–21 cm, wyrastających w kątach liści. Kwiaty są obupłciowe, promieniste, z trwałymi listkami zewnętrznego okółka okwiatu. Listki te w liczbie 5 są ciemnopurpurowe do zielonkawych, lancetowate do jajowatych i mają ok. 2,5–5 mm długości. 5 listków wewnętrznego okółka osiąga poniżej 1 mm długości, zaopatrzone są w miodniki, ma podobny kolor do okółka zewnętrznego. Pręciki w liczbie 5 lub 10, słupki w liczbie od 5 do 10.
OwoceZbiorowe, ze ścieśnionych, jasnożółtych mieszków. Nasiona są czerwonobrązowe, owalne, gładkie.

## Systematyka
Pozycja systematyczna
Jeden z dwóch rodzajów z podrodziny Coptoideae Tamura (siostrzany dla rodzaju cynowód Coptis), w obrębie rodziny jaskrowatych (Ranunculaceae) z rzędu jaskrowców (Ranunculales).